# District de Nowshera
Le district de Nowshera (en ourdou : ضلع نوشہرہ) est une subdivision administrative de la province Khyber Pakhtunkhwa au Pakistan. Constitué autour de sa capitale Nowshera, le district est entouré par les districts de Charsadda et de Mardan au nord, le district de Swabi à l'est, la province du Pendjab au sud-est, le district de Kohat au sud et enfin les régions tribales et le district de Peshawar à l'ouest.
Créé en 1988, le district compte près de 1,7 million d'habitants en 2023 et sa population d'ethnie pachtoune parle majoritairement le pachto. Il est situé à proximité immédiate de la capitale provinciale Peshawar et la population surtout rurale vit principalement de l'agriculture.

## Histoire

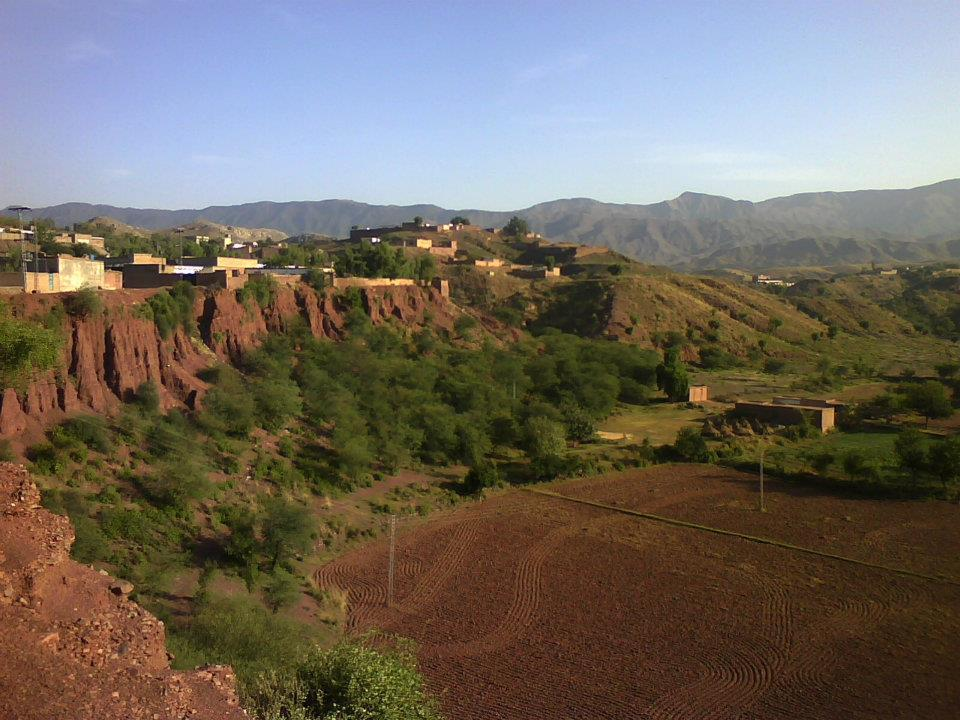
Paysage du district.

La région de Nowshera a été sous la domination de diverses puissances au cours de l'histoire, notamment le Sultanat de Delhi puis l'Empire moghol. Elle a ensuite été prise par l'Empire sikh en 1818, puis en 1848, elle est conquise par le Raj britannique. Nowshera apparait d'abord comme tehsil au sein du district de Peshawar en 1930.
En 1947, Nowshera est intégré au Pakistan à la suite de la partition des Indes, bien que la zone ait longtemps soutenu le mouvement Khudai Khidmatgar qui s'était opposé au mouvement pour le Pakistan. Le district de Nowshera est créé en 1988 quand le tehsil est séparé de Peshawar.

## Démographie
Lors du recensement de 1998, la population du district a été évaluée à 874 373 personnes, dont environ 26 % d'urbains. Le taux d'alphabétisation était de 43 % environ, soit un peu moins que la moyenne nationale de 44 % mais bien mieux que la moyenne provinciale de 35 %. Il se situe à 61 % pour les hommes et 23 pour les femmes, soit un différentiel de 38 points, supérieur aux moyennes provinciale et nationale de 32 et 23 points respectivement.
Le recensement suivant mené en 2017 pointe une population de 1 518 540 habitants, soit une croissance annuelle de 2,9 %, équivalant à la moyenne provinciale mais supérieure à la moyenne nationale de 2,4 %. Le taux d'urbanisation baisse à 22 % mais l'alphabétisation grimpe à 58 %, dont 73 % pour les hommes et 43 % pour les femmes. 
D'après le recensement de 2023, la population atteint 1,74 million habitants, avec une urbanisation un peu en baisse, à 19,6 %. L'alphabétisation est stable à 57 %, bien meilleure que la moyenne provinciale de 51 %, dont 69 % pour les hommes et 44 % pour les femmes.
Le district est principalement peuplé par des Pachtounes, 95 % de la population parlant le pachto en 2023. On trouve une petite minorité hindko de 2 %. 
La population est très majoritairement musulmane à plus de 99 % de la population en 2023. Les minorités religieuses affichent de faibles effectifs : 0,5 % de chrétiens soit presque 9 000 fidèles et environ 900 hindous. 

## Administration

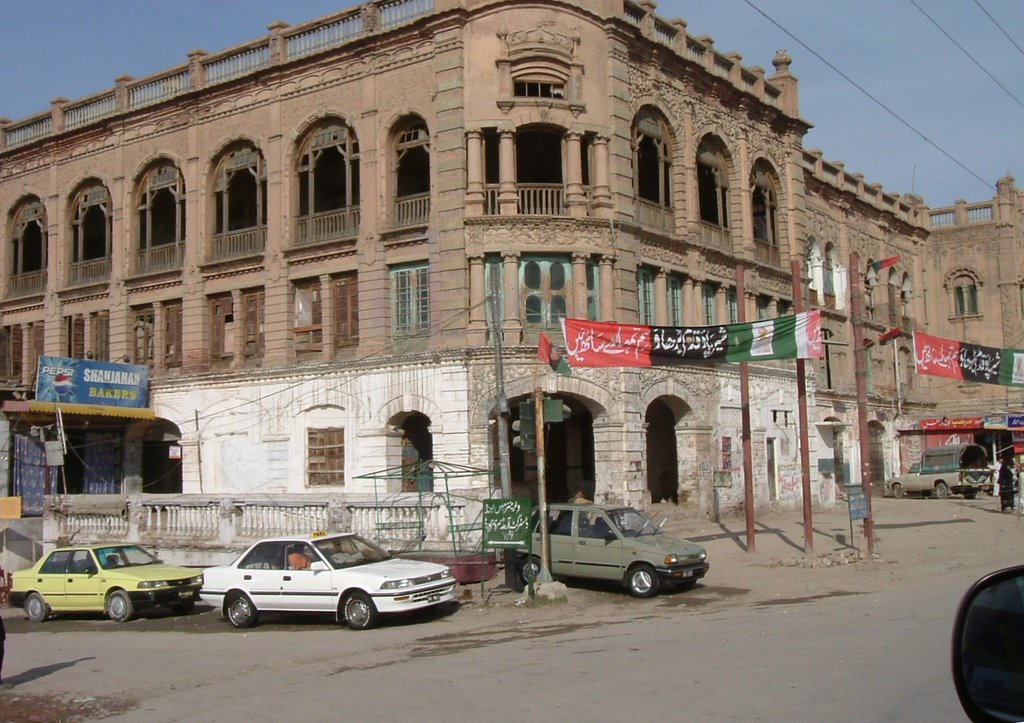
Ville de Nowshera.

Le district est divisé en trois tehsils, Nowshera, Jehangira et Pabbi, ainsi que 47 Union Councils.
| Tehsil    | Population (rec. 2023) |
| --------- | ---------------------- |
| Nowshera  | 796 226                |
| Jehangira | 434 984                |
| Pabbi     | 509 495                |

Le district compte six villes d'après le recensement de 2023. Parmi elles, la capitale Nowshera est de loin la plus grande. Elles regroupent près de 20 % de la population totale du district tandis que la capitale seule réuni un tiers des urbains.
| Ville         | Population (rec. 2023) |
| ------------- | ---------------------- |
| Nowshera      | 122 953                |
| Jehangira     | 57 011                 |
| Pabbi         | 52 701                 |
| Amangarh      | 42 159                 |
| Risalpur      | 36 074                 |
| Akora Khattak | 29 750                 |

## Politique

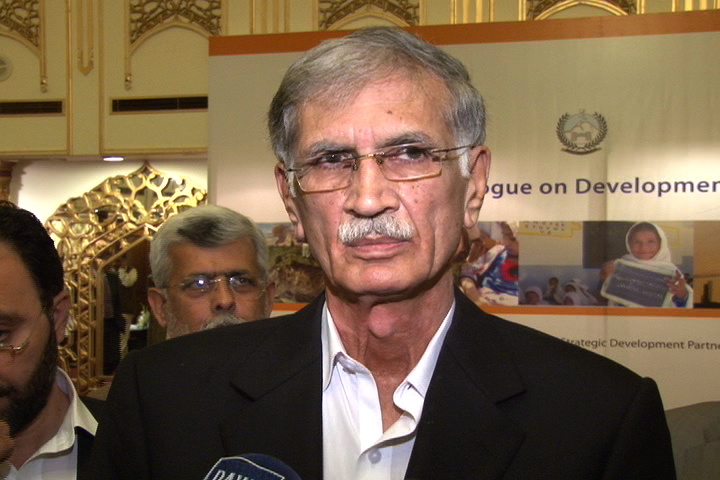
Pervez Khattak est élu du district.

De 2002 à 2018, le district est représenté par les cinq circonscriptions no 12 à 16 à l'Assemblée provinciale de Khyber Pakhtunkhwa. Lors des élections législatives de 2008, elles ont été remportées par un candidat du Parti du peuple pakistanais, un du Parti du peuple pakistanais (Sherpao), deux du Parti national Awami et un candidat indépendant, et durant les élections législatives de 2013 elles sont toutes remportées par des candidats du Mouvement du Pakistan pour la justice.
Depuis la réforme électorale de 2018, le district est représenté par les circonscriptions 25 et 26 à l'Assemblée nationale ainsi que les cinq circonscriptions no 61 à 65 de l'Assemblée provinciale. Lors des élections législatives de 2018, elles ont toutes été remportées par des candidats du Mouvement du Pakistan pour la justice, parmi lesquels Pervez Khattak. 
| Parti                                        | Voix (national) | %       | Élus nationaux | Élus provinciaux |
| -------------------------------------------- | --------------- | ------- | -------------- | ---------------- |
| Mouvement du Pakistan pour la justice        | 172 506         | 47,67 % | 2              | 5                |
| Parti national Awami                         | 73 647          | 20,35 % | 0              | 0                |
| Parti du peuple pakistanais                  | 45 408          | 12,55 % | 0              | 0                |
| Muttahida Majlis-e-Amal                      | 28 224          | 7,80 %  | 0              | 0                |
| Ligue musulmane du Pakistan (N)              | 8 161           | 2,23 %  | 0              | 0                |
| Autres partis                                | 30 962          | 8,56 %  | 0              | 0                |
| Indépendants                                 | 2 954           | 0,82 %  | 0              | 0                |
| Total exprimés (participation : 49,33 %)     | 361 862         | 100 %   | 2              | 5                |
| Source : Commission électorale du Pakistan,. |                 |         |                |                  |

## Personnalités liées
- Akash Bashir (1994-2015), né à Risalpur dans le district de Nowshera, chrétien, mort en voulant empêcher un attentat meurtrier, reconnu « serviteur de Dieu »  par le pape François[14].